# Macoma elytrum
Macoma elytrum is een tweekleppigensoort uit de familie van de Tellinidae. De wetenschappelijke naam van de soort is voor het eerst geldig gepubliceerd in 1958 door Keen.